# Dimlama

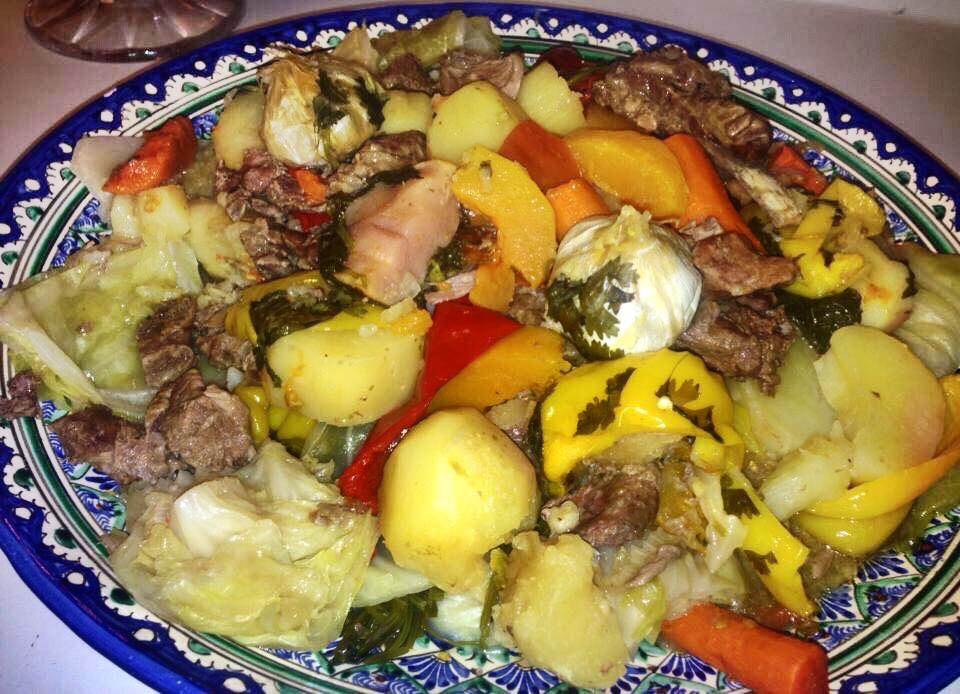
Dimlama

Dimlama es un guiso uzbeco a base de varias combinaciones de carne, papas, cebollas, verduras y a veces frutas. La carne (de cordero o ternera) y las verduras se cortan en trozos grandes y se colocan en capas en una olla bien sellada para cocinarla lentamente en su propio jugo. Las verduras para el dimlama pueden incluir, además de las patatas y las cebollas, las zanahorias, repollo, berenjenas, tomates, pimientos, condimentado con ajo y una variedad de hierbas y condimentos. Por lo general se cocina durante la primavera y verano, cuando hay una gran variedad de verduras. Se sirve en un plato grande y se come con cuchara.